# Trichocephalus stipularis
Trichocephalus stipularis ist eine Art aus der Familie der Kreuzdorngewächse (Rhamnaceae) und der einzige Vertreter der Gattung Trichocephalus. Sie ist im südlichen Afrika beheimatet.

## Beschreibung
Trichocephalus stipularis sind immergrüne Zwergsträucher. Ihre Blätter stehen wechselständig zueinander und sind mit Nebenblättern versehen.
Die zweigeschlechtigen Blüten stehen in engen, kopfigen Thyrsen und weisen äußerst behaarte Tragblätter auf. Der über den Fruchtknoten hinausragende Blütenbecher ist zylindrisch und mit dem behaarten Diskus verwachsen. Anders als bei vielen Gattungen der Familie sind Kronblätter vorhanden. Der Fruchtknoten ist behaart, unterständig und dreifächrig. Die Früchte sind Explosionsfrüchte, die Samen arillat.

## Verbreitung und Systematik
Trichocephalus stipularis kommt im südlichen Afrika vor.
Die Erstbeschreibung der Art erfolgte 1771 durch Carl von Linné unter dem Namen Phylica stipularis (In: Mantissa Plantarum). 1828 stellte Adolphe Théodore Brongniart sie in seine neue Gattung Trichocephalus. Innerhalb der Kreuzdorngewächse wird Trichocephalus stipularis in die Tribus Rhamneae eingeordnet, von anderen Autoren aber zur Tribus Phyliceae gezählt.

## Nachweise
1. 1 2 3  D. Medan, C. Schirarend: Rhamnaceae In: Klaus Kubitzki (Hrsg.): The Families and Genera of Vascular Plants - Volume VI - Flowering Plants - Dicotyledons - Celastrales, Oxalidales, Rosales, Cornales, Ericales, 2004, S. 330, ISBN 978-3-540-06512-8
2. ↑  Phylica stipularis L. bei Tropicos, abgerufen am 8. September 2015.
3. ↑  Phyliceae bei NCBI, abgerufen am 8. September 2015.